# Parti du triomphe, du patrimoine et de l'empouvoirement
Le Parti du triomphe, du patrimoine et de l'empouvoirement (en anglais, Triumph Heritage Empowerment Party, dit 'T.H.E. Party', jeu de mots pour « Le parti »), initialement Parti rural du triomphe, du patrimoine et de l'empouvoirement, est un parti politique en Papouasie-Nouvelle-Guinée.

## Histoire
Le parti est fondé le 23 janvier 2012 par vingt-deux députés, emmenés par Don Polye, qui ont quitté le Parti de l'alliance nationale et les bancs de l'opposition parlementaire pour rejoindre le gouvernement de coalition du Premier ministre Peter O'Neill. Don Polye affirme que les priorités de son nouveau parti seront la famille, la formation professionnelle et plus largement le développement humain. Expliquant le nom du parti, Don Polye indique que le « triomphe » est celui de l'intelligence humaine accordée par Dieu, que le « patrimoine » fait référence aux « valeurs de la famille [...] dans la Papouasie-Nouvelle-Guinée multiculturelle », et que l'« empouvoirement » fait référence à la volonté du parti d'apporter à chaque personne « la capacité et la force mentale aussi bien que physique de faire des choix personnels indépendants pour eux-mêmes et pour leur famille ». 
Outre Don Polye, les députés fondateurs sont Jeffrey Nape (qui est alors le président du Parlement), Lukas Dekena, Sailon Beseo, Benjamin Poponawa, Yawa Silupa, Benjamin Mul, Miki Kaeok, Tom Olga, Ano Pala, Mathew Poia, David Arore, Sali Subam, Mark Maipakai, Pitom Bombom, Alphonse Moroi, Andrew Mald, Peter Humpreys, Michael Sapau, Leo Dion, James Gau et Buka Malai. Neuf d'entre eux sont ministres dans le gouvernement de coalition.
Le parti remporte douze sièges aux élections législatives de 2012, ce qui fait de lui la deuxième force au Parlement derrière le parti Congrès national populaire (CNP) de Peter O'Neill, et les deux partis renouvellent leur accord de gouvernement, Don Polye restant ministre des Finances.
En mai 2014, Peter O'Neill limoge Don Polye, l'accusant de déstabiliser le gouvernement. Les autres ministres issus du Parti TPE, ainsi que la plupart de ses députés, quittent le parti et deviennent membres du CNP afin de rester au gouvernement,. En novembre, Polye et les quatre autres députés restants de son parti rejoignent formellement l'opposition parlementaire moribonde, qui n'était plus composée que de trois députés (Belden Namah, Sam Basil et Allan Marat). Constituant ainsi cinq des huit membres de l'opposition,  le parti TPE y fait élire Don Polye comme chef de l'opposition,,. 
Aux élections législatives de 2017, le parti n'obtient que quatre sièges, n'étant plus que la cinquième force au Parlement. Don Polye lui-même est battu dans sa circonscription de Kandep (même s'il retrouve finalement son siège en avril 2021 après un recompte des voix). Comme à l'accoutumée, de nombreux députés changent de parti durant la législature 2017-2022. Au 1er mars 2021, le parti TPE ne compte plus qu'un seul député, Geoffrey Kama. Aux élections législatives de 2022, le parti conserve le siège de Don Polye ; Geoffrey Kama, pour sa part, est battu dans sa circonscription de Karimui-Nomane,. Le parti s'intègre à la large coalition de la majorité parlementaire du Premier ministre James Marape. 

## Résultats électoraux
| Année | Sièges   | Gouvernement                 |
| ----- | -------- | ---------------------------- |
| 2012  | 12 / 111 | Gouvernement (participation) |
| 2017  | 4 / 111  | Opposition                   |
| 2022  | 1 / 118  | Gouvernement (participation) |